# Clothilde Weyrich
Clothilde Weyrich (8 novembre 1985) è un'ex sciatrice alpina francese.

## Biografia
Originaria di Chamonix e attiva in gare FIS dal dicembre del 2002, la Weyrich esordì in Coppa Europa l'11 gennaio 2001 a Tignes in supergigante, senza completare la gara, e in Coppa del Mondo il 17 dicembre 2005 a Val-d'Isère in discesa libera (33ª); ottenne il primo podio in Coppa Europa l'8 febbraio 2006 a Sarentino nella medesima specialità (2ª).
Conquistò il miglior piazzamento in Coppa del Mondo il 14 gennaio 2007 ad Altenmarkt-Zauchensee in supercombinata (28ª) e l'ultimo podio in Coppa Europa il 20 dicembre 2008 nella medesima località in discesa libera (3ª). Prese per l'ultima volta il via in Coppa del Mondo il 6 marzo 2010 a Crans-Montana in discesa libera (39ª) e si ritirò al termine di quella stessa stagione 2009-2010; la sua ultima gara fu la discesa libera di Coppa Europa disputata il 10 marzo a Tarvisio e chiusa dalla Weyrich al 26º posto. Non prese parte a rassegne olimpiche o iridate.

## Palmarès

### Coppa del Mondo
- Miglior piazzamento in classifica generale: 118ª nel 2006

### Coppa Europa
- Miglior piazzamento in classifica generale: 40ª nel 2009
- 3 podi:
  - 1 secondo posto
  - 2 terzi posti